# José Alves de Matos

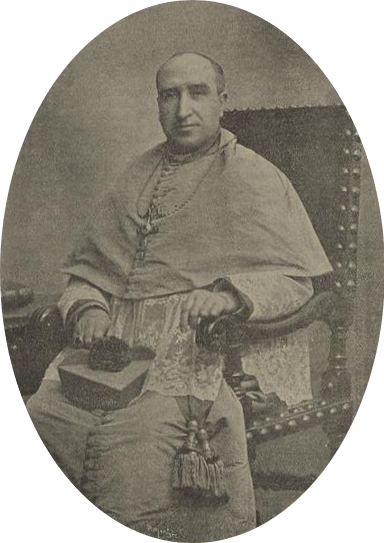
D. José Alves de Matos

José Alves de Matos (Conqueiros, Souto da Carpalhosa, Leiria, 6 de Março de 1855 — 9 de Abril de 1917) foi um prelado católico português.
Iniciou os seus estudos no Seminário da Diocese de Leiria, e concluiu-os na Universidade de Coimbra, onde se formou em Teologia a 28 de Junho de 1884. Ensinou Teologia e Filosofia no Seminário de Lamego, e Geografia e História no Colégio Roseira de 1884 a 1886.
Foi nomeado, por decreto de 8 de Setembro de 1892, desembargador da Relação e Cúria Patriarcal e, em 22 de Maio de 1895, nomeado cónego da Sé de Lisboa; foi elevado à dignidade de tesoureiro da Sé por decreto de 4 de Outubro de 1899. Foi nomeado Arcebispo de Mitilene em Junho de 1903, tendo sido sagrado em 8 de Novembro na Igreja do Seminário de Santarém, pelo Patriarca D. José de Almeida Neto.
Após a Implantação da República Portuguesa em 1910, D. José Alves de Matos, que então desempenhava as funções de vigário-geral do Patriarcado de Lisboa, viu-se forçado a retirar-se para a sua terra natal no concelho de Leiria devido às tensões geradas pelo clima anti-clerical que se vivia em Lisboa, não mais exercendo as suas funções.